# Place Puget
Pour les articles homonymes, voir Puget (homonymie).
La place Puget est une voie de la commune française de Toulon dans le département du Var.

## Historique
Appelée « place des Trois-Dauphins » en 1861, elle est rebaptisée « place Puget » en 1869.

## Bâtiments remarquables et lieux de mémoire
La première fontaine a été décorée par Gaspard Puget en 1649 et a été remplacée par un grand bassin circulaire en 1780. Les trois dauphins aux queues entrelacées ont été réalisés par le sculpteur Jean-Pancrace Chastel. 